# Jafrabad (stato)
Lo Stato di Jafrabad (o stato di Jafarabad) fu uno stato principesco del subcontinente indiano, avente per capitale la città di Jafrabad.

## Storia
Lo stato di Jafrabad venne fondato attorno al 1650. Il 6 dicembre 1733 il regnante dello stato di Jafarabad siglò un trattato difensivo e offensivo con la Compagnia britannica delle Indie orientali.
Nel 1759, gli stati di Jafrabad e Janjira entrarono in unione personale. Infine nel 1834 lo stato di Jafrabad divenne un protettorato britannico.
Attorno al 1731 quando l'Impero moghul dovette rinunciare alla propria sovranità sul Gujarat, il locale Thanedar (governante) che era alleato dei moghul divenne un sovrano indipendente. Il Thanedar e la popolazione locale dei Koli erano votati alla pirateria, attaccando ripetutamente le navi di passaggio e disturbando i traffici commerciali provenienti da Surat. Sidi Hilal, il principe della dinastia di Janjira che regnava all'epoca su Surat, attaccò quindi i Kolis, distruggendo le loro navi e richiedendo pesanti riscatti per la liberazione dei prigionieri. Il Thanedar di Jafarabad non riuscì a pagare quanto richiesto da Jafarabad e pertanto vendette l'intero stato a Sidi Hilal nel 1759.
Sidi Hilal ben presto realizzò di non poter mantenere il controllo sulla città appena ottenuta in una situazione di mancanza di leggi come era per la penisola di Kathiawar e pertanto nel 1762 trasferì Jafrabad al Nawab di Janjira, che pagò i debiti restanti e venne nominato governatore.
Sotto il protettorato britannico i nawab di Janjira vennero considerati governanti di seconda classe tra i regnanti della penisola di Kathiawar, ma vennero in seguito promossi alla prima classe. Durante il XIX secolo i governanti locali mantennero una forza militare di 123 uomini.
Lo stato di Jafrabad entrò a far parte dell'Unione indiana l'8 marzo 1948.

## Governanti di Jafrabad

### Thanadar
- c.1650 – 16..: Fath Khan
- 16.. – 1678: Sambhol Yaqut Khan
- 1678 – 1734: Qasim Yaqut Khan
- 1734 – 1759: Surur Khan

### Wazir
- 1676 – 1703: Kasim Yaqut Khan II (m. 1703)
- 1703 – 1707: Amabat Yaqut Khan II
- 1707 – 1732: Surur Yakut Khan II (m. 1732)
- 1732 – 1734: Hasan Khan (1ª volta) (m. 1746)
- 1734 – 1737: Sumbul Khan
- 1737 – 1740: `Abd al-Rahman Khan
- 1740 – 1745: Hasan Khan (2ª volta) (m. 1746)
- 1745 – 1757: Ibrahim Khan I (1ª volta) (m. 1761)
- 1757: Mohammad Khan I (m. 1757)
- 1757 – 1759: Ibrahim Khan I (2ª volta) (m. 1761)

### Thanadar di Jafarabad e Wazirs di Janjira
- 1759 – 1761: Ibrahim Khan I (m. 1761)
- 1761 – 1772: Yaqut Khan (usurpatore dal 6 giugno 1772) (m. 1772)
- 1772 – 1784: `Abd al-Rahim Khan (m. 1784)
- 1784 – 1789: Jowhar Khan (m. 1789)
  - - in disputa con -
    - 1784 – 1789: `Abd al-Karim Yaqut Khan
- 1789 – 1794: Ibrahim Khan II (m. 1826)
- 1794 – 1803: Jumrud Khan (m. 1803)

### Nawab
- 1803 – 1826: Ibrahim Khan II (m. 1826)
- 1826 – 31 agosto 1848: Mohammad Khan I (m. 1848)
- 31 agosto 1848 – 28 gennaio 1879: Ibrahim Khan III (n. 1825 – m. 1879)
- 28 gennaio 1879 –  2 May 1922: Ahmad Khan (n. 1862 – m. 1922) (dal 1º gennaio 1895, Sir Ahmad Khan)
- 28 giugno 1879 – 11 ottobre 1883: .... – reggente
- 2 maggio 1922 – 15 agosto 1947: Mohammad Khan II (n. 1914 – m. 1972)
- 2 maggio 1922 –  9 novembre 1933: Kulsum Begum (f) – reggente (n. 1897 – m. 1959)